# Нехоже
Нехоже (пол. Niechorze, нім. Horst) — село в Польщі, у гміні Реваль Ґрифицького повіту Західнопоморського воєводства.
Населення — 994 особи (2011).
У 1975-1998 роках село належало до Щецинського воєводства.

## Демографія
Демографічна структура станом на 31 березня 2011 року:
|          | Загалом | Допрацездатний вік | Працездатний вік | Постпрацездатний вік |
| -------- | ------- | ------------------ | ---------------- | -------------------- |
| Чоловіки | 458     | 96                 | 334              | 28                   |
| Жінки    | 536     | 91                 | 339              | 106                  |
| Разом    | 994     | 187                | 673              | 134                  |